# Martti Lautala
Martti Lautala, né le 11 novembre 1928 et mort le 5 novembre 2016, est un ancien fondeur finlandais.

## Championnats du monde
- Championnats du monde de ski nordique 1954 à Falun 
  -  Médaille de bronze sur 30 km.